# Geocoridae
Geocoridae (Baeresprung, 1860), è una famiglia cosmopolita di insetti Pentatomomorfi dell'ordine Rhynchota Heteroptera, superfamiglia Lygaeoidea, comprendente 274 specie.

## Descrizione
I Geocoridae hanno una morfologia varia, con corpo oblungo, oblungo-ovoidale, oppure ovale. Sono presenti anche forme bizzarre oppure, limitatamente a Bledionotus systellonotoides, il mimetismo batesiano, con l'imitazione delle Formiche.
Il capo è largo, con occhi grandi e reniformi ed è provvisto di ocelli. Le antenne e il rostro sono di 4 segmenti. Le zampe anteriori hanno i femori leggermente ingrossati. L'addome porta gli stigmi in posizione dorsale negli uriti II-IV e ventrale negli uriti V-VII.

## Biologia e diffusione
A differenza della generalità dei Ligeoidei, i Geocoridae della sottofamiglia Geocorinae sono insetti predatori e attaccano piccoli Artropodi; la letteratura cita diversi indizi di una tendenza all'onnivoria, suffragati da prove sperimentali o da ipotesi : alcuni Geocorinae sono stati allevati in laboratorio su semi di girasole; inoltre, necessiterebbero di un regime fitofago supplementare per completare lo sviluppo, oppure riducono l'attività predatoria in caso di disponibilità di nutrienti vegetali di alta qualità.
In merito alle relazioni ecologiche, è stato riscontrato che i Geocorinae vivono sulle piante e alcuni di essi mostrano una specificità preferenziale nei confronti della pianta ospite. Per questo motivo sono considerati insetti ausiliari di particolare importanza nel controllo biologico naturale degli Artropodi dannosi e si ipotizza anche un futuro impiego mirato in lotta biologica.
Gli altri Geocoridi hanno un regime dietetico vegetariano e probabilmente si nutrono a spese dei semi, ma le informazioni in proposito sono solo parziali.
La famiglia ha una larga distribuzione ed è rappresentata in tutte le principali regioni zoogeografiche del mondo.

## Sistematica
Complessivamente i Geocoridae sono rappresentati da 275 specie, ripartite fra 25 generi. Sistematicamente si suddividono in quattro sottofamiglie:
- Bledionotinae. Comprendono la sola specie Bledionotus systellonotoides. Caratteristica è la morfologia degli stadi giovanili, che imita le formiche (mimetismo batesiano). La specie è presente nella regione paleartica, diffusa dal bacino orientale del Mediterraneo all'Afghanistan. La biologia non è nota.
- Geocorinae. È la sottofamiglia più importante sia per numero di specie sia per l'utilità intrinseca. Comprende 233 specie ripartite fra 13 generi, di cui quello più rappresentativo è Geocoris con circa 170 specie. La sottofamiglia è cosmopolita.
- Henestarinae. Comprendono 16 specie distribuite fra tre generi. Sono per la maggior parte diffuse nelle Regioni Paleartica e Afrotropicale.
- Pamphatinae. Comprendono 34 specie ripartite fra 9 generi, tutte esclusivamente nel continente americano con l'eccezione della specie Austropamphantus woodwardi, endemica di una località del Queensland (Australia).

La posizione sistematica del gruppo è controversa : oltre all'inquadramento sistematico adottato in questa sede, diversi Autori e fonti adottano in alternativa l'inserimento del gruppo nell'ambito dei Lygaeidae posizionandolo nelle sottofamiglie Bledionotinae e Geocorinae.